# Валдобијадене
Валдобијадене (итал. Valdobbiadene) је насеље у Италији у округу Тревизо, региону Венето.
Према процени из 2011. у насељу је живело 6307 становника. Насеље се налази на надморској висини од 223 м.

## Становништво
| 1931.  | 1936.  | 1951.  | 1961.  | 1971.  | 1981.  | 1991.  | 2001.  | 2011.  |
| ------ | ------ | ------ | ------ | ------ | ------ | ------ | ------ | ------ |
| 10.443 | 10.425 | 10.954 | 10.739 | 11.021 | 11.097 | 10.748 | 10.624 | 10.690 |